# 小林庄松
小林 庄松（こばやし しょうまつ、元文3年（1738年） - 文化4年6月22日（1807年7月27日））は、江戸時代中期の武蔵国児玉郡本庄宿の百姓にして剣客。真之真石川流剣術第4代継承者。武号は源天宴。

## 百姓としての庄松
本庄藩藩祖である小笠原信嶺の家臣小林庄太夫が祖であり、小笠原家が慶長17年（1612年）に下総国古河藩に加増移封された際、小林家は本庄に残り、世々農業を営むようになった（従って庄松は本庄藩士の末裔である）。米穀商となり、二木屋を営んだ小林家は上野国那波郡蓮取村知行の旗本駒井氏の財政を支えていた。駒井氏が庄松に宛てた文化3年（1806年）の借金証文には625両（現在の価値にして約3125万円）とあり、その後も駒井氏の借金は続いた。庄松の没後、数年で家屋敷は旅籠屋の菊屋の手に渡ったとされる。
戸谷半兵衛家や森田豊香らと言った本庄宿の大豪商達の存在によって目立たない存在となっているが、1800石取の旗本である駒井銀五郎の財政を1人で支えていた事からも分かる通り、有力な豪商の1人である。ちなみに2代目庄松は武術を継がず、駒井氏との縁も切っている。2代目庄松は駒井氏に対して訴訟も起こしているが、当時の武士は借金を踏み倒す性分にあり、結局、訴えは通らなかった。

## 剣術家としての庄松
庄松（源天宴）は、真之真石川流（柳生新陰流の末流とされる剣術流派）の3代目である上州小幡藩の朝倉久馬（源恭良）に学び、安永7年（1778年）、40歳の時に免許皆伝を許され、4代目を継承する事となった。『皇国武術英名録』の巻之三（明治21年発刊）には、門人が数千人もあったと伝えられている。彼は中山道で最大の宿場町とされる本庄宿と小島村との境付近（別伝承では本庄・新田町の金鑚神社周辺）に道場を開き、門弟の指導に当たった（『本庄宿町並絵図』には開善寺入口より東3件目に「間口6間・奥行9間半 百姓庄松」とある）。実質的に本庄宿を拠点として児玉郡周辺に真之真石川流を普及させたが、入門者は武州や上州からだけではなく、常陸国や越後国からも来たとされ、本庄周域（地元の門弟）だけでも143名になり、宿内の弟子は73名になる（門弟の中には医師も見られる）。その後、七本木村（現在の上里町大字七本木）の木村政右衛門（源邇豊）が5代目を継承する事となる。庄松は文化4年に69歳で没する。墓所は大正院。法名は密林院円識独空居士。
『真之真石川流 小林庄松源天宴 起請文』（小林新吉所蔵）によると、流祖石川蔵人（源政春）は柳生宗矩の門人となって柳生派真々流を学び、諸国を修行し、自らの氏＝石川の二字を加えて改名したとある。

## 経歴
- 1738年：誕生。
- 1778年：40歳の時、真之真石川流剣術の免許皆伝を授かり、第4代継承者となる。
- 1786年：48歳の時、後に5代目継承者となる木村政右衛門が入門。
- 1792年：54歳の時、木村政右衛門を含めた4名に免許皆伝を授ける。
- 1806年：68歳の時、駒井氏の借金が625両（約3125万円）に達する。
- 1807年：69歳で没す。

## 備考
- この真之真石川流剣術は、常州水戸藩士が第2代継承者であり、常陸国から上州南部と武州北部へ普及していった形になる。
- 師である朝倉久馬も門下生が数千人いたとされ、その中から百姓である庄松が継承者として選ばれた事からも、その実力は本物である。また、40歳で免許皆伝を受け、54歳時に、弟子に免許皆伝を授けた事から、当時としては老齢の身でありながら、この間も現役だった事がうかがえる。
- 庄松の門下生の中に木村政右衛門の名は見られず、「天明6年（1786年）、入門 七本木村 木村菊八」とある事から、木村菊八と政右衛門は同一人物と見られる。寛政4年（1792年）9月に庄松から免許皆伝を受けたのは、木村を含め4名であり、その内の1人は本庄宿の人間である。この事からも、庄松が約6年で真々流の全てを伝承させた事がわかる。
- 四方田氏の一族も真之真石川流剣術を代々学んでいた（木村政右衛門から学んだ）。